# Blue Danube
Blue Danube er en østrigsk musikgruppe, som repræsenterede Østrig ved Eurovision Song Contest 1980 med sangen "Du bist Musik".

## Medlemmer
- Marty Brem
- Rena Mauris
- Sylvia Schramm
- Wolfgang 'Marc' Berry
- Wolfgang Weiss